# Australische Cricket-Nationalmannschaft in Schottland in der Saison 2024
Die Tour der australischen Cricket-Nationalmannschaft nach Schottland in der Saison 2024 fand vom 4. bis zum 7. September 2024 statt. Die internationale Cricket-Tour war Bestandteil der Internationalen Cricket-Saison 2024 und umfasste drei Twenty20s. Australien gewann die Serie mit 3–0.

## Vorgeschichte
Schottland bestritt zuvor ein heimische Drei-Nationen-Turnier, für Australien ist es die erste Tour in der Saison. Es war das erste Aufeinandertreffen der beiden Mannschaften bei einer Tour. Zuvor reiste Australien nach Schottland nur als Teil von Touren nach England.

## Stadion
Das folgende Stadion wurden als Austragungsort ausgewählt.
| Stadion         | Stadt     | Kapazität | Spiele    |
| --------------- | --------- | --------- | --------- |
| The Grange Club | Edinburgh | 3.000     | 1.–3. T20 |

## Kaderlisten
Australien benannte seine Kader am 15. Juli 2024.
Schottland benannte seine Kader am 14. August 2024.
| Twenty20 | Twenty20 |
| Schottland | Australien |
| --- | --- |
| - Richie Berrington (K) - Charlie Cassell - Matthew Cross (wk) - Brad Currie - Jasper Davidson - Chris Greaves - Oli Hairs - Jack Jarvis - Michael Jones - Michael Leask - Brandon McMullen - George Munsey - Safyaan Sharif - Chris Sole - Charlie Tear (wk) - Mark Watt - Brad Wheal | - Mitchell Marsh (K) - Sean Abbott - Xavier Bartlett - Cooper Connolly - Tim David - Nathan Ellis - Jake Fraser-McGurk - Cameron Green - Aaron Hardie - Josh Hazlewood - Travis Head - Josh Inglis (wk) - Spencer Johnson - Marcus Stoinis - Adam Zampa |

## Twenty20 Internationals

### Erstes Twenty20 in Edinburgh
| 4. September Scorecard | Edinburgh | Schottland 154-9 (20)            | – | Australien 156-3 (9.4) |
|                        |           | Australien gewinnt mit 7 Wickets |   |                        |

Australien gewann den Münzwurf und entschied sich als Feldmannschaft zu beginnen. Für Schottland formte Eröffnungs-Batter George Munsey und der dritte Schlagmann Brandon McMullen eine Partnerschaft. Munsey erreichte 28 Runs und McMulles 19 Runs, bevor Richie Berrington und Matthew Cross eine weitere Partnerschaft formten. Berrington gelangen 23 Runs und Cross schied nach 27 Runs aus, woraufhin Mark Watt und Jack Jarvis aufs Feld kamen. Jarvis verlor sein Wicket nach 10 und Watt nach 16 Runs und das Innings endete mit einer Vorgabe von 155 Runs für Australien. Bester australischer Bowler war Sean Abbott mit 3 Wickets für 39 Runs. Für Schottland bildete Eröffnungs-Batter Travis Head und der dritte Schlagmann Mitchell Marsh eine Partnerschaft. Marsh erreichte 39 Runs und wurde gefolgt durch Josh Inglis. Head gelang ein Fifty über 80 Runs, bevor Inglis (27* Runs) zusammen mit Marcus Stoinis (8 Runs) die Vorgabe im 10. Over einholte. Bester schottischer Bowler war Mark Watt mit 2 Wickets für 13 Runs. Als Spieler des Spiels wurde Travis Head ausgezeichnet.

### Zweites Twenty20 in Edinburgh
| 6. September Scorecard | Edinburgh | Australien 196-4 (20)          | – | Schottland 126 (16.4) |
|                        |           | Australien gewinnt mit 70 Runs |   |                       |

Schottland gewann den Münzwurf und entschied sich als Feldmannschaft zu beginnen. Als Spieler des Spiels wurde Josh Inglis ausgezeichnet.

### Drittes Twenty20 in Edinburgh
| 7. September Scorecard | Edinburgh | Schottland 149-9 (20)            | – | Australien 153-4 (16.1) |
|                        |           | Australien gewinnt mit 6 Wickets |   |                         |

Australien gewann den Münzwurf und entschied sich als Feldmannschaft zu beginnen. Als Spieler des Spiels wurde Cameron Green ausgezeichnet.

## Auszeichnungen

### Player of the Match
Als Player of the Match wurden die folgenden Spieler ausgezeichnet.
| Spiel       | Player of the Match |
| ----------- | ------------------- |
| 1. Twenty20 | Travis Head         |
| 2. Twenty20 | Josh Inglis         |
| 3. Twenty20 | Cameron Green       |